# قاي ميلفيل
قاي ميلفيل (بالإنجليزية: Guy Robertson Campbell Melville)‏ هو مجدف نيوزلندي، ولد في 9 ديسمبر 1968 في وانجانوي في نيوزيلندا.

## وصلات خارجية
- قاي ميلفيل على موقع الاتحاد الدولي للتجديف (الإنجليزية)
- قاي ميلفيل على موقع أوليمبيديا (الإنجليزية)